# Ostéolyse

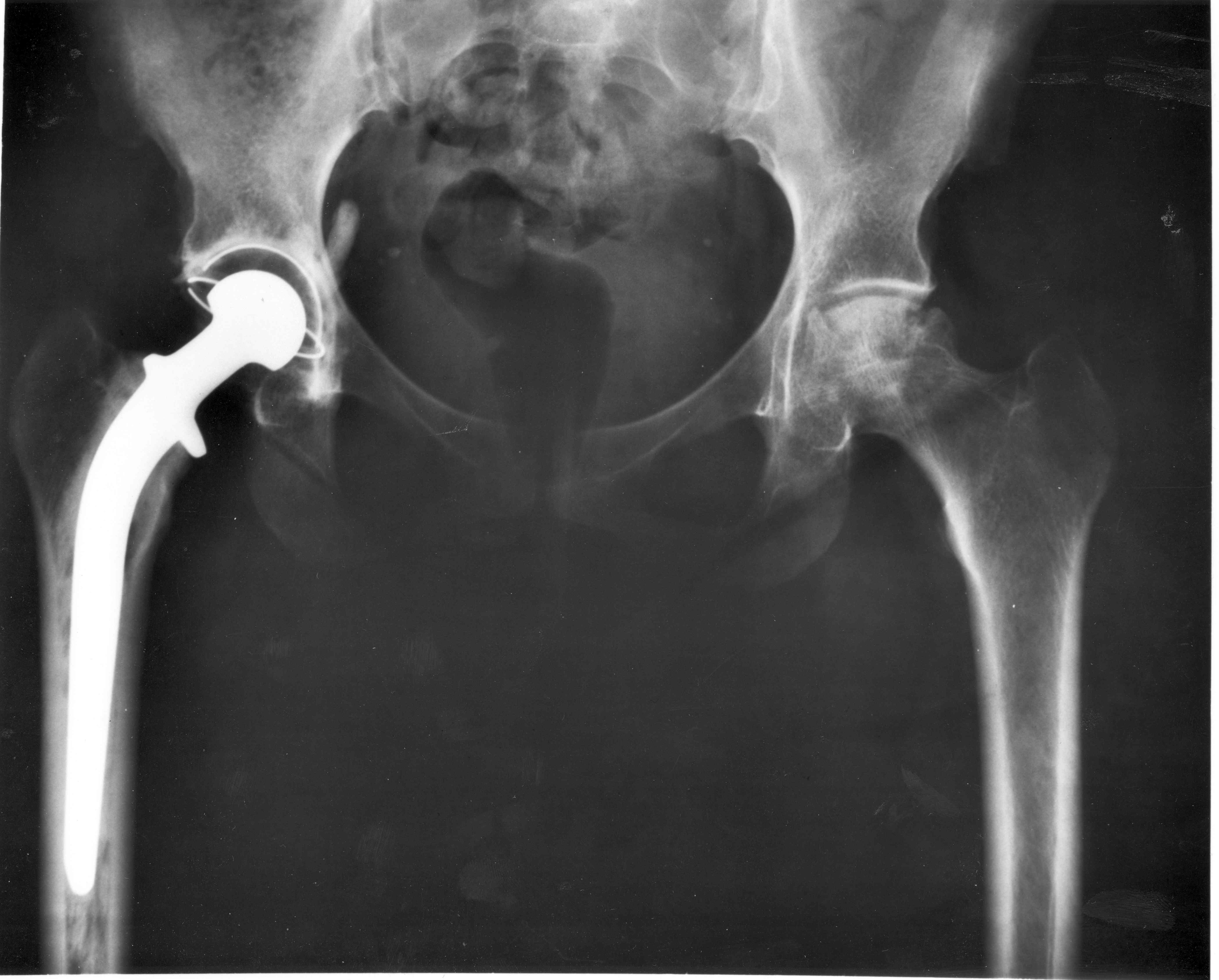
L'ostéolyse peut être une complication d'une prothèse complète de la hanche.

L'ostéolyse est une destruction du tissu osseux.

## Ostéolyse physiologique et normale
Elle peut être normale et physiologique (liée au renouvellement continu du tissu osseux, compensée par une re-formation osseuse par les ostéocytes).

## Ostéolyse pathologique
L'ostéolyse peut aussi être excessive, entrainant alors une fragilité osseuse (hyperparathyroïdie, maladie osseuse de Paget, myélome multiple), certains cancers (appelés tumeurs ostéolytiques) et leurs métastases comme le cancer du sein, et s'accompagner d'une hypercalcémie). 
Elle peut avoir une origine infectieuse comme c'est le cas dans de nombreuses maladies  « pseudo tumeurs » de type sinusite aspergillaire.